# Gnaeus Pinarius Cornelius Severus
Gnaeus Pinarius Cornelius Severus war ein römischer Politiker und Senator. 
Severus stammte aus der gens Pinaria, einer  alt-patrizischen Familie, die bereits im 5. Jahrhundert v. Chr. mehrere Konsulate bekleidete. Er war wahrscheinlich Enkel von Gnaeus Pinarius Cornelius Clemens und gehörte dem nur Patriziern zugänglichen Kollegium der Salii Collini an. Kaiser Trajan förderte ihn, auf dessen Vorschlag erlangte er die Quästur und die Prätur. Im Jahr 112 bekleidete er das Amt eines Suffektkonsuls. Weiterhin bekleidete er die Ämter eines Augurs und des ebenfalls nur Patriziern vorbehaltenen Rex sacrorum.

## Belege
1. ↑  Hans Georg Gundel, Rudolf Hanslik: Pinarius. In: Der Kleine Pauly (KlP). Band 4, Stuttgart 1972, Sp. 855–857.

| Personendaten    | Personendaten                                                          |
| ---------------- | ---------------------------------------------------------------------- |
| NAME             | Pinarius Cornelius Severus, Gnaeus                                     |
| ALTERNATIVNAMEN  | Cornelius Severus, Gnaeus Pinarius; Severus, Gnaeus Pinarius Cornelius |
| KURZBESCHREIBUNG | römischer Suffektkonsul 112                                            |
| GEBURTSDATUM     | vor 112                                                                |
| STERBEDATUM      | 2. Jahrhundert                                                         |